# Нейтральная полоса (фильм, 1987)
«Нейтральная полоса» (англ. No Man's Land) — американский художественный фильм режиссёра Питера Уэрнера по сценарию Дика Вульфа. Главные роли исполнили Чарли Шин, Д. Б. Суини и Рэнди Куэйд.

## Сюжет
Бэни Тейлор — офицер полиции, работающий под прикрытием. Его задача — внедриться и раскрыть группировку автоворов, возглавляемую Тедом Ворриком, которые крадут исключительно машины Porsche. Бени завязывает дружеские отношения с Тэдом, а затем влюбляется в сестру главаря банды. Затем перед полицейским встает дилемма между служебным долгом и личными отношениями.

## В ролях
- Чарли Шин — Тед Воррик
- Д. Б. Суини — Бени Тейлор
- Рэнди Куэйд — лейтенант Винсент Брэйси
- Лара Харрис — Энн Воррик
- Билл Дьюк — Малькольм
- Арлен Дин Снайдер — лейтенант Кёртис Лоос
- Брэд Питт — официант (в титрах не указан)

## Съёмочная группа
- Режиссёр — Питер Уэрнер
- Сценарист — Дик Вульф
- Оператор — Хира Нарита
- Композитор — Бэзил Полидурис
- Продюсер — Тони Ганц
- Продюсер — Рон Ховард
- Продюсер — Джозеф Стерн
- Продюсер — Дик Вульф

## Производство
Во время съёмок финальной сцены Чарли Шин был ранен несвоевременно взорвавшейся петардой и потерял сознание. На полученную рваную рану его лица было наложено девять швов. После этого происшествия он в течение месяца был глух на одно ухо.